# Leiophron howardi
Leiophron howardi är en stekelart som först beskrevs av Shaw 1999.  Leiophron howardi ingår i släktet Leiophron och familjen bracksteklar. Inga underarter finns listade i Catalogue of Life.